# Aprostocetus hagenowii
Aprostocetus hagenowii är en stekelart som först beskrevs av Julius Theodor Christian Ratzeburg 1852.  Aprostocetus hagenowii ingår i släktet Aprostocetus, och familjen finglanssteklar. Inga underarter finns listade.